# Dundry
Dundry – wieś w Anglii, w hrabstwie ceremonialnym Somerset, w dystrykcie (unitary authority) North Somerset. Leży 8 km na południowy zachód od miasta Bristol i 175 km na zachód od Londynu. W 2001 miejscowość liczyła 871 mieszkańców.